# 毛利吉広
毛利 吉広（もうり よしひろ）は、江戸時代前期から中期の大名。毛利氏18代当主。長州藩4代藩主。2代藩主・毛利綱広の次男。

## 概要
延宝元年1月12日（1673年2月28日）に江戸麻布の藩邸で生まれる。
貞享元年（1684年）に一門八家の一つ右田毛利家当主・毛利就信の養嗣子となり、異母兄で長州藩主を継いでいた毛利吉就から偏諱を授与されて毛利就勝（）と名乗った。
元禄7年（1694年）に吉就が嗣子なくして早世するとその養嗣子として跡を継ぐ。8月に兄同様、5代将軍・徳川綱吉より偏諱を授与され、亡き父の1字を取って吉広に改名した。
元禄9年（1696年）にはじめて領国に入国する。藩財政が窮乏化する中、三田尻海岸の干拓、橋本川の治水工事、城下町整備や検地など積極的な政策を展開するが、宝永4年（1707年）10月13日に江戸桜田の藩邸で、35歳で死去する。改革は中途半端に終わった。
嗣子はなく、また弟の元重も前年に死去し、その子で甥に当たる元直も幼少であったため、長府藩から元倚（）が養子に迎えられ、毛利吉元として跡を継いだ。

## 偏諱を与えた人物
- 毛利広政（右田毛利家、吉敷毛利就直の四男、就直の実兄・毛利就信の養子）
- 毛利広包（吉敷毛利家、就直の五男で広政の実弟）
- 毛利広規（阿川毛利家、正室は毛利就包（広政・広包の兄）の娘）
- 宍戸広隆（宍戸氏）
- 椙杜広中（椙杜氏、椙杜元縁の孫）
- 椙杜広品（広中の実弟・養嗣子）
- 福原広頼（宇部領主福原家）
- 福原広泰（毛利広為）（初め大野毛利家の嗣子、のち兄の広頼が亡くなったのに伴い実家を相続）
- 山内広通（山内采女広通、備後山内氏）